# Mozart (film)
Pour les articles homonymes, voir Mozart (homonymie).
Pour plus de détails, voir Fiche technique et Distribution.
Mozart est un film autrichien réalisé par Karl Hartl, sorti en 1955.

## Synopsis
La vie de Mozart durant la production de l'opéra La Flûte enchantée.

## Fiche technique
- Titre : Mozart
- Réalisation : Karl Hartl
- Scénario : Karl Hartl, Egon Komorzynski et Franz Tassié
- Photographie : Oskar Schnirch
- Montage : Henny Brünsch, Leopold Kuhnert et Rudolf Ohlschmidt
- Production : Josef W. Beyer, Julius Jonak et A.I. Paulini
- Société de production : Cosmopol-Film
- Pays :  Autriche
- Genre : Biopic
- Durée : 100 minutes
- Dates de sortie : 
  -  Autriche : 20 décembre 1955

## Distribution
- Oskar Werner : Wolfgang Amadeus Mozart
- Johanna Matz : Annie Gottlieb
- Gertrud Kückelmann : Constance Mozart
- Nadja Tiller : Aloysia Weber
- Erich Kunz : Emanuel Schikaneder
- Angelika Hauff : Suzi Gerl
- Annie Rosar : la mère Weber
- Hugo Gottschlich : Don Primus
- Chariklia Baxevanos : Sophie Weber
- Albin Skoda : Antonio Salieri
- Raoul Aslan : Rosenberg
- Walter Regelsberger : Franz Xaver Süßmayr
- Elfie Weissenböck : Josefa Hofer, la reine de la nuit
- Alma Seidler : la mère Gottlieb
- Ulrich Bettac : le père Gottlieb

## Distinctions
Le film a été présenté en sélection officielle en compétition au Festival de Cannes 1956.